# Melsungen
Melsungen è un comune tedesco di origine medievale di 13 906 abitanti situato nel land dell'Assia, nel circondario di Schwalm-Eder, a sua volta nel distretto governativo di Kassel.

## Geografia fisica
Melsungen si trova nel punto di immissione dei torrenti Pfieffe e Kehrenbach nel fiume Fulda, nel Fulda-Werra-Bergland. Pochi chilometri più a valle anche il fiume Eder si unisce alla Fulda.
Le maggiori città nelle vicinanze sono Kassel, circa 22 km a nord, e Bad Hersfeld, circa 32 km a sud-est.

### Comuni confinanti
Melsungen confina a nord con i comuni di Körle (Schwalm-Eder-Kreis) e Söhrewald (Landkreis Kassel) e con la città di Hessisch Lichtenau (Werra-Meißner-Kreis), ad est con la città di Spangenberg, a sud-est con il comune di Morschen, a sud con il comune di Malsfeld, mentre ad ovest con la città di Felsberg (tutti e quattro nello Schwalm-Eder-Kreis).

### Struttura della città
La città è costituita, oltre che dal centro storico, dai quartieri di Adelshausen, Günsterode, Kehrenbach, Kirchhof, Obermelsungen, Röhrenfurth e Schwarzenberg.

## Storia
La città è citata ufficialmente per la prima volta nell'802 come Milisunge, ma i primi insediamenti risalgono verosimilmente all'età del ferro, in particolare alla Hallstattzeit (IX-IV secolo a.C.).
Nel corso della sua storia, Melsungen è passata di mano in mano. L'imperatore Ottone III di Sassonia nel 973 con la Elesenge in pago Hassim regalò parte dei suoi possedimenti, tra i quali un edificio militare, a tale Dietrat di Melsungen. Nel 1040 il conte Dietrich lasciò in eredità le sue proprietà di Melsungen al convento di Fulda. Enrico Raspe II (1130 circa - 1155/57 circa), conte di Gudensberg della case dei Ludovichi di Turingia, gestì per conto dell'abate di Hersfeld la separazione di Melsungen dai possedimenti di Hersfeld e fece erigere un piccolo castello (burgus Milsungen) nel punto in cui la strada da Gudensberg alla Turingia attraversa la Fulda. Un posto di grande importanza strategica in quanto crocevia di tre delle principali rotte commerciali dell'area: la "via del Sale" (ovest-est), la "strada di Norimberga" (nord-sud) e la rotta chiamata "Durch die langen Hessen", una strada che congiungeva Lipsia con Francoforte sul Meno attraversando tutta l'Assia.
Le contese più aspre per il dominio sulla città furono però quelle tra gli arcivescovi di Magonza ed i langravi di Turingia e d'Assia poi. Nel 1189/90 l'arcivescovo Corrado I di Magonza comprò dai langravi ludovichi di Turingia il castello ed il sito per 350 marchi e concesse al paese lo status di città; a quest'epoca risale anche lo stemma araldico. Ma solo pochi anni dopo, nel 1193/94, castello ed insediamento furono distrutti durante una faida tra Magonza e Turingia; per via della sua posizione strategica fu però immediatamente ricostruita dai langravi, questa volta come loro proprietà. Durante la guerra di successione tra Turingia ed Assia (1247-1264), al termine della quale Melsungen passò al langraviato d'Assia, il castello fu in parte nuovamente distrutto ma immediatamente ricostruito.
La chiesa parrocchiale, originariamente romanica, fu trasformata in una cattedrale gotica. Nel 1465 l'insediamento contava già circa 950 abitanti. Nel 1554 un incendio distrusse gran parte del centro storico: solo pochi edifici sopravvissero all'incendio, visto che quasi tutte le case erano costruzioni a graticcio. Dopo questa catastrofe fu edificato il Municipio, funzionante a tutt'oggi, un vero gioiello dell'architettura a graticcio. Nel 1596 fu costruito un massiccio ponte in pietra sulla Fulda, il cosiddetto Ponte del boscaiolo con l'ascia("Bartenwetzerbrücke"), che è poi il simbolo della città.
Tra il 1552 e il 1557 il langravio Guglielmo IV e suo padre, il langravio Filippo I il Magnanimo, costruirono un castello per la caccia proprio al di fuori dalle mura, vicino al vecchio castello, che in quanto diroccato fu demolito per far spazio alla piazza Marstall, completata nel 1577. Dal 1627 al 1632 questo castello divenne residenza provvisoria di Moritz il Dotto di Assia-Kassel dopo che questi si era dimesso da langravio per ritirarsi ad Eschwege. Dopo la sua morte furono il castello e le stalle dal 1733 al 1825 come guarnigione per la cavalleria del langraviato e del principato. Dal 1825 al 1867 fu la sede dell'Accademia Forestale dell'Assia. Dopo l'annessione alla Prussia del principato di Assia-Kassel, divenne un edificio amministrativo. Durante la seconda guerra mondiale il castello ed il cosiddetto circolo di Elbersdorf ospitarono un campo di prigionia per ufficiali inglesi. Oggi l'edificio è sede dell'autorità giudiziaria.
Durante la guerra dei trent'anni, nella guerra dei sette anni e durante il dominio francese dal 1806 al 1813, la città fu nuovamente oggetto di occupazioni e distruzioni. Nel 1813, dopo l'abdicazione di Girolamo Bonaparte da re di Vestfalia, presso Melsungen le truppe russe guidate dal generale Tschernyschevs abbatterono le truppe francesi guidate dal generale Bastinellers.
Dal 1821 al 1974 Melsungen fu la sede del distretto di Melsungen; poi questo distretto fu fuso con quelli finitimi di Fritzlar-Homberg e Ziegenhain per formare un nuovo distretto, lo Schwalm-Eder-Kreis.
Melsungen è uno dei luoghi di culto principali della Renitente Kirche ungeänderter Augsburgischer Konfession in Hessen, una Chiesa evangelica.
Gli abitanti sono chiamati anche Bartenwetzer.

## Politica

### Consiglio Comunale
Le elezioni comunali del 26 marzo 2006 hanno prodotto il seguente risultato:
| Partiti e coalizioni | Partiti e coalizioni                        | % 2006 | Seggi 2006 | % 2001 | Seggi 2001 |
| CDU                  | Christlich Demokratische Union Deutschlands | 23,6   | 9          | 21,6   | 8          |
| SPD                  | Sozialdemokratische Partei Deutschlands     | 59,9   | 22         | 56,1   | 21         |
| FDP                  | Freie Demokratische Partei                  | 16,5   | 6          | 16,4   | 6          |
| GRÜNE                | Bündnis 90/Die Grünen                       | –      | –          | 5,9    | 2          |
| Gesamt               | Gesamt                                      | 100,0  | 37         | 100,0  | 37         |
| Affluenza in %       | Affluenza in %                              | 54,7   | 54,7       | 61,1   | 61,1       |

La giunta, in Assia chiamata Magistrat, è composta dal Sindaco e da 6 consiglieri, di cui 4 della SPD, 1 della CDU ed 1 della FDP.

### Sindaco
Il 28 novembre 2004 Dieter Runzheimer (SPD) è stato eletto con il 62,8% delle preferenze(insediamento il 1º marzo 2005).

### Stemma
L'antico sigillo ed attuale stemma della città ha origine alla fine del XII secolo: esso mostra, su campo blu, una porta cittadina sovrastata da una torre e inserita in mura merlate. Le mura sono di color argento, il tetto della torre è in laterizio e termina con due piccole cupole color oro. Le prime testimonianze di questo stemma risalgono al 1577.

## Amministrazione

### Gemellaggi
- Dreux, dal 1966;
- Evesham, dal 1982;
- Todi, dal 1985-1986;[2]
- Koudougou, dal 1990;
- Bad Liebenstein, dal 1990.

Relazioni amichevoli sono tenute anche con il quartiere Spandau di Berlino.

## Cultura e cose da vedere

### Musei
La città ospita l'Heimatsmuseum Melsungen, presso il ponte del Bartenwetzer.

### Edifici d'interesse
- Fachwerkstadt, costruzioni a graticcio nella città vecchia;
- Municipio (Rathaus) del 1556, con il Bartenwetzer nella torre;
- Castello (Schloß), costruito dal 1550 al 1557 sotto il langravio Filippo, con annesso giardino;
- Piazza del Mercato;
- Ponte del Bartenwetzer (Bartenwetzerbrücke), costruito dal 1595 al 1596;
- Cattedrale gotica, costruita dal 1415 al 1425;
- Cappella dell'Ospedale "San Giorgio";
- Torre dei Gufi (Eulenturm), una torre delle vecchie mura ancora conservata;
- Ponte dei Due Penni (Zweipfenningsbrücke), costruito nel 1890;
- Stirling-Bau, stabilimenti della "B. Braun Melsungen AG" nella prati del torrente Pfieffe, progettati dall'architetto James Stirling e realizzati tra il 1985 ed il 1992;
- Osteria "Zur Traube" (la più antica della città, risalente al 1756);
- Castello per la caccia (Jagdschloss) di Kehrenbach.

### Sport
- Handballverein MT Melsungen, la locale squadra di pallamano che è in serie A dal 2005/06;
- Melsunger Fußballverein 08, la squadra di calcio;
- Melsunger Turngemeinde 1861 e.V. (corsa su pista, atletica leggera, pallavolo, ginnastica);

### Manifestazioni
- Melsunger Weinfest, il festival del vino;
- Melsunger Kabarett-Wettbewerb, concorso di cabaret;
- "Tour der Städtepartnerschaft", una gara podistica che si tiene ogni anno tra Melsungen e la città gemellata di Bad Liebenstein).

### Cucina
- Aahle Wurscht, che in dialetto significa "salame vecchio", una sorta di salame essiccato;
- Weckewerk, è una sorta di impasto di cotenna, macinato, pezzi di carne e frattaglie, mescolati con pane vecchio (Wecke in dialetto), con brodo di carne o di salame.

## Economia

### Trasporti
Melsungen si trova sull'autostrada federale nr. 7. La strada statale nr. 83 attraversa Melsungen, mentre le statali 253 e 487 vi hanno rispettivamente inizio e fine.
Melsungen si trova anche sulla linea ferroviaria Kassel—Bebra—Fulda ed appartiene al Trasporto Integrato dell'Assia del Nord (Nordhessischen Verkehrsverbund). Da giugno 2006 è in esercizio la linea RegioTram RT5 sulla tratta Kassel-Melsungen: essa collega Melsungen direttamente al centro di Kassel.

### Imprese locali
A Melsungen hanno sede due grandi imprese, la "B. Braun Melsungen AG" e la "Solupharm GmbH", entrambe operanti nel settore farmaceutico. Un altro settore florido è quello editoriale e tipografico: tra le principali ditte vi sono la "J.Neumann-Neudamm AG" e la "Bernecker Mediagruppe". Nel settore del commercio al dettaglio e della logistica opera la "EDEKA Hessenring GmbH", che si occupa della distribuzione per il gruppo "Edeka" nei mercati dell'Assia settentrionale e di alcune zone di Turingia e Bassa Sassonia.

## Altro
Nel 1987 Melsungen è stata sede dell'Hessentag.

## Letteratura
- Jürgen Schmidt: Melsungen, die Geschichte einer Stadt. Bernecker-Verlag, Melsungen 1978.
- Dieter Wolf: Melsungen: Eine Kleinstadt im Spätmittelalter; Topographie, Verfassung, Wirtschafts- und Sozialstruktur. (3 Volumi) AFRA-Verlag, Butzbach 2003 ISBN 3-932079-74-4, ISBN 3-932079-75-2, ISBN 3-932079-76-0